# Église Saint-Charles (Le Blanc-Mesnil)
Pour les articles homonymes, voir Église Saint-Charles.
L'église Saint-Charles située 107, avenue Normandie-Niémen au Blanc-Mesnil est une église de Seine-Saint-Denis affectée au culte catholique.
Elle est placée sous le vocable de saint Charles Borromée, saint patron de Monseigneur Charles Gibier, dont le blason est visible sur la mosaïque du tympan.

## Historique

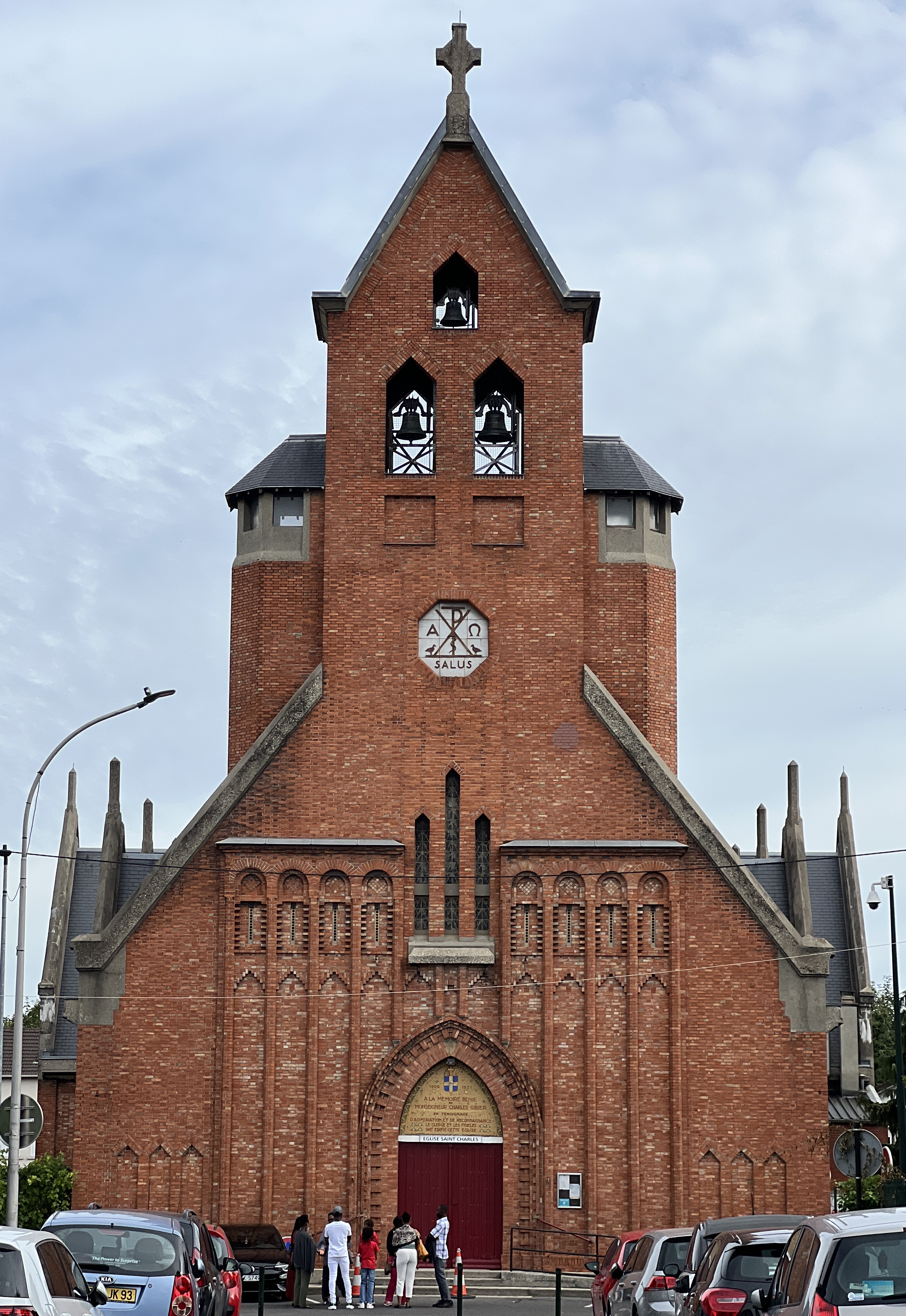
La façade principale.

L'église est construite en 1933.

## Description
C'est un édifice en brique et en béton, avec un clocher-porche à flèche. La brique est utilisée comme ornementation.

## Notes et références

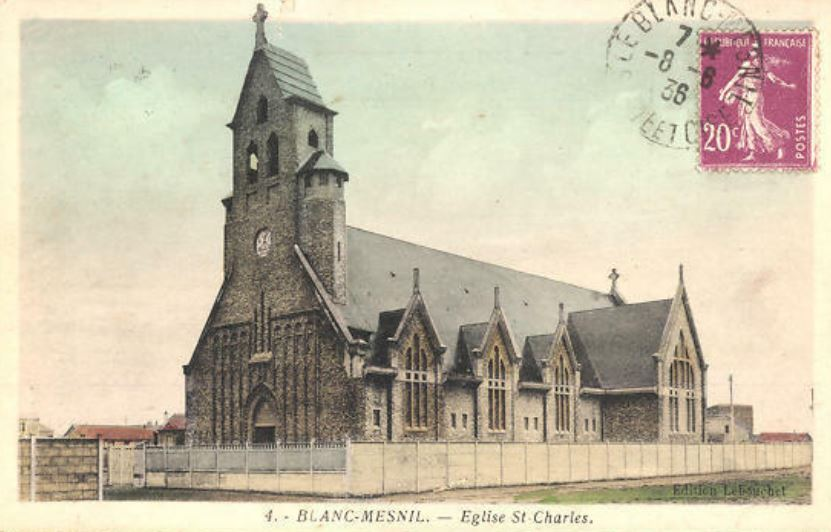
L'église Saint-Charles.